# Чемпіонат Польщі з хокею 1980—1981
Чемпіонат Польщі з хокею 1981 — 46-ий чемпіонат Польщі з хокею, чемпіоном став клуб Заглембе Сосновець.

## Підсумкова таблиця
| М  | Команда              | І  | В  | Н | П  | Ш       | О  |
| -- | -------------------- | -- | -- | - | -- | ------- | -- |
| 1. | Заглембе Сосновець   | 42 | 28 | 6 | 8  | 259:138 | 62 |
| 2. | Подгале (Новий Тарг) | 42 | 26 | 4 | 12 | 221:156 | 56 |
| 3. | ГКС Тихи             | 42 | 23 | 3 | 16 | 191:196 | 49 |
| 4. | ЛКС (Лодзь)          | 42 | 21 | 4 | 17 | 201:179 | 46 |
| 5. | Напшуд Янув          | 42 | 20 | 2 | 20 | 184:173 | 42 |
| 6. | Баїлдон (Катовиці)   | 42 | 15 | 2 | 25 | 192:234 | 32 |
| 7. | БКС (Бидгощ)         | 42 | 14 | 4 | 24 | 154:185 | 32 |
| 8. | Легія Варшава        | 42 | 8  | 1 | 33 | 124:265 | 17 |

Скорочення: М = підсумкове місце, І = ігри, В = перемоги, Н = нічиї, П = поразки, Ш = закинуті та пропущені шайби, О = набрані очки

## Найкращий гравець
Найкращим гравцем журналом «Спорт» (пол. Sport) був визнаний Веслав Йобчик (Заглембє).

## Найкращі по лініях
- Воротар: Павел Лукашка (Подгале)
- Захисник: Людвік Синовець (Напшуд)
- Нападник: Веслав Йобчик (Заглембє)

## Символічна збірна «Усіх зірок»
- Воротар: Павел Лукашка (Подгале)
- Захисники: Людвік Синовець (Напшуд) — Єжи Потц (ЛКС)
- Нападники: Веслав Йобчик (Заглембє) — Лешек Кокошка (ЛКС) — Анджей Забава (Заглембє)

## Бомбардири
| М  | Гравець             | Клуб     | Г  | П  | О  |
| -- | ------------------- | -------- | -- | -- | -- |
| 1. | Веслав Йобчик       | Заглембє | 45 | 28 | 73 |
| 2. | Мечислав Яскерський | Подгале  | 37 | 24 | 61 |
| 3. | Лешек Кокошка       | ЛКС      | 31 | 26 | 57 |
| 4. | Анджей Забава       | Заглембє | 32 | 23 | 55 |
| 5. | Генрик Питель       | Заглембє | 41 | 13 | 54 |

## ІІ Ліга
1. Полонія (Битом)
2. ГКС Катовіце
3. Краковія Краків